# Youddiph
Youddiph (in russo Юди́фь?, Judif'), pseudonimo di Marija L'vovna Kac, detta Maša (in russo Мари́я Льво́вна "Ма́ша" Кац?; Mosca, 23 gennaio 1973), è una cantante russa.
Ha partecipato all'Eurovision Song Contest 1994 in rappresentanza della Russia con il brano Večnyj strannik (Вечный странник).